# Efutu (langue)
Ne doit pas être confondu avec Efutu (peuple).
L’efutu est une langue kwa du groupe de langues guang, parlée au Ghana.